# ヨープ・ウィルヘルムス
ヨープ・ウィルヘルムス（Johannes Cornelis Christiaan "Joop" Wilhelmus, 1943年1月7日 - 1994年9月9日頃）は、オランダのポルノ製作者・起業家。『Chick』誌の共同設立者・発行者、『Lolita』誌の設立者・発行者として知られる。

## 私生活
1943年1月7日、南ホラント州ドルトレヒトに生まれる。
急進左翼思想に基づく教育を受ける。彼は教師となり、『Provo』のような雑誌の発行でキャリアを開始した。
ウィルヘルムスは全面的な性の自由を提唱し、自由な性道徳の提唱者として知られるようになった。オランダの性のタブーを打ち破った人物として『Candy』誌のPeter Johannes Mullerと並び称される。
また、虐待を受けた女性のためのシェルターを積極的に攻撃し、これらの施設の非公開の所在地を公表した。ユトレヒトの地下室にセックスショップ（英: sex shop）と“刺激ソサエティ”（英: 'stimulus society'）を立ち上げ、カップル向けにスワッピングの場所を提供した。
結婚し、3人の娘と1人の息子を儲けた。妻は、大人と子供のセックスに関するウィルヘルムスの哲学を共有していた。

## Chick
「労働者のためのセックス雑誌」を自称する『Chick』は、1968年に創刊されたあからさまなセックス雑誌である。設立時の編集長はウィルヘルムス、セールス・マネージャーはJan Wenderhold 。愛ではなくセックス目的の出会い系個人広告も掲載した。
初版発行部数は5,000部で、1968年後半には18,000部に増加した。ウィルヘルムスによると、1971年の発行部数は14万部だった。
1970年代、ウィルヘルムスは『Chick』の紙面で子供とのセックスは性の解放の一環だと主張した。1970年の最高裁（英: Supreme Court of the Netherlands）のChick判決（蘭: Chick-arrest）と呼ばれる判決を受け、1971年の改正道徳法（英: moral law）によりポルノはもはや刑事罰の対象ではなくなったが、これも『Chick』の残した遺産である。
創業者のウィルヘルムスと Wenderhold の対立の後、『Chick』は『Chick/Dordrecht』と『Chick/Amsterdam』の2つに分裂していたが、、最終的に Wenderhold が『Chick/Dordrecht』を買い取った。

## Lolita
ウィルヘルムスは児童ポルノ雑誌『Lolita』の創業者・発行者でもある。『Lolita』はポルノグラフィと並んで、三行公告（英: classified ads）による読者への出会い系サービスも特徴的だった。
ウィルヘルムスは、雑誌の存続のため読者から新しい児童ポルノ画像を提供してくれるよう求めた。読者から写真を受け取ると、引き換えに雑誌1冊を無償で提供した。また、ウィルヘルムス自身が撮影することができれば350ドルを支払うと紙面でオファーした 。
1971年1月、『Lolita』の出版を理由にウィルヘルムスは逮捕されるが、取り調べの後すぐに釈放された。この件で起訴されることはなかった。
1973年には教育委員会の招聘により、ロッテルダムにあるカトリック系の勤労少女研修所で講義を行っている。また、ユトレヒト大学の Lex van Naerssen がウィルヘルムスを客員研究員として招いたが、これらは下院（蘭: Tweede Kamer der Staten-Generaal）での議会質問につながった。
1975年6月、ウィルヘルムスは公共放送NCRV (Nederlandse Christelijke Radio Vereniging) のテレビ番組 Hier en Nu に出演し、子供たちとのセックスが彼にとっていかに普通のことであるかを説明した。
1986年、アメリカ合衆国上院の国土安全保障・政府問題委員会 (Homeland Security and Governmental Affairs) 常設調査小委員会は、『Lolita』を「児童ポルノに関する外国の商業出版物のうちもっとも悪名高いもの」と呼んだ。
『Lolita』は1984年に通巻55号を数えるが、最終的に1987年、オランダ当局によって廃刊を命じられる。構想から17年後の出来事である。
ウィルヘルムスによると、ピーク時には『Lolita』は25,000部を売り上げた。『Lolita』と言えば児童ポルノの代名詞・ほぼ普遍的なブランドネームとなっていた。公共放送VPRO (Vrijzinnig Protestantse Radio Omroep) のあるインタビューの中で、Dutch Society for Sexual Reform の Dik Brummel は、歴史的文書として『Lolita』を何冊か購入していると明言した。

## その後
ウィルヘルムスはミリオネアになる。しかし社会の変化に伴い、最も成功した最も悪名高いポルノ発行者であるウィルヘルムスは孤立を深めていった。オランダ当局は、彼が出国しようとするたびに逮捕した。
1992年、ウィルヘルムスは当時12歳の自分の娘とセックスしたという理由で懲役4年の判決を受ける。ウィルヘルムスは無罪を主張、彼の長女は父親を釈放する嘆願書を作成し、性的虐待を受けたとされる娘の診察を医師に依頼した。この医師は診断書を作成し、娘は性交渉を行っていたはずはない・処女膜は完全だと記載した。
2年後、ウィルヘルムスは模範囚として予定より早く出所した。釈放された日の夜、ウィルヘルムスはドルトレヒト市内のフォールストラートスハーヴェン（蘭: Voorstraatshaven）で溺死する。警察発表によると自殺でも他殺でもなく、酒に酔った上の事故死である。1994年9月9日頃、死去。享年51歳。